# Minilimosina triplex
Minilimosina triplex är en tvåvingeart som beskrevs av Rohacek och Marshall 1988. Minilimosina triplex ingår i släktet Minilimosina och familjen hoppflugor. Inga underarter finns listade i Catalogue of Life.